# Línea Q (Rosario)
Línea Q fue una línea de trolley para el transporte urbano de pasajeros de la ciudad de Rosario, Argentina. El servicio era operado por la empresa estatal Movi. Fue la primera línea de trolebuses creada en Rosario desde los años '80. Actualmente se encuentra suspendida por problemas relacionados con sus baterías internas, causando inconvenientes en ciertos tramos del recorrido habitual. Volvió a funcionar el 8 de mayo del 2023 mas se discontinuó en 2024.
Compuesta por una flota de 12 vehículos fabricados por la empresa rusa Trolza, que poseen cierta autonomía gracias a sus baterías internas que se cargan cuando el coche está conectado a la catenaria. Durante la pandemia de Coronavirus del 2020, algunos de sus coches fueron reasignados a la Línea K provisionalmente.
En enero del 2023, la Municipalidad de Rosario anunció que por inconvenientes con las baterías, el servicio sería suspendido de manera provisional. 
Los problemas de este tipo ya habían aparecido años anteriores, que no se logró solucionar completamente, complicando el recorrido autónomo. Además la empresa fabricante rusa Trolza, quebró y cerró sus puertas en febrero del 2020, quedándose sin servicio técnico ni garantía por los vehículos adquiridos.
Por lo tanto, los coches pertenecientes a esta línea que siguen siendo funcionales conectados a la catenaria, serán reasignados temporalmente al recorrido de la K, que se hará cargo del recorrido junto con la 127, también operada por Movi.